# William Cantelo
William Cantelo (* 1839) war ein britischer Erfinder des 19. Jahrhunderts. Er entwickelte ein frühes Maschinengewehr, das Ähnlichkeiten mit dem Maxim-Maschinengewehr hatte. Cantelo verschwand unter ungeklärten Umständen in den 1880er-Jahren mit seinem Maschinengewehr und bot dieses später der mexikanischen Regierung in einer späteren Amtszeit von Porfirio Díaz an.

## Leben und Wirken
William Cantelo wurde 1839 in Newport auf der Isle of Wight geboren. Er war Geschäftsmann, Erfinder und Büchsenmacher, der in den 1870er-Jahren mehrere Betriebe in Southampton hatte. Cantelo war verheiratet und hatte drei Kinder; eine Tochter und zwei Söhne. Er war ein begeisterter Musiker und Kapellmeister der „Old 2nd Royal Hampshires“.
Cantelo beschäftigte etliche Personen in der Belegschaft seiner Betriebe an mehreren Geschäftsadressen in „Northam“ (inzwischen Stadtteil von Southampton). Er produzierte Eisenwaren und Maschinen mit einem Schwerpunkt bei der Schiffsausrüstung, war als Büchsenmacher niedergelassen und betrieb Handel. Als Geschäftsmann unternahm er des Öfteren mehrmonatige Geschäftsreisen, um seine Waren in Europa zu verkaufen. Er war Eigentümer der Gastwirtschaft, die als „Old Tower Inn“ und „Eight Bells“ bekannt war. Unter dem Gebäude der Wirtschaft befanden sich ausgedehnte unterirdische Räume, die er als Werkstatt einrichtete und nutzte. Dort verbrachte er viel Zeit mit der Entwicklung seiner Erfindungen. Seine Söhne waren in den letzten Jahren ebenfalls an diesen Arbeiten beteiligt, die allerdings vor der Familie zunächst geheim gehalten wurden. Dennoch blieb die Entwicklung nicht unbemerkt, weil die Schießversuche mit ungewöhnlicher Kadenz aufgefallen waren. In den frühen 1880er-Jahren gab Cantelo die Fertigstellung des Maschinengewehres bekannt.
Mitte der 1880er-Jahre verschwand Cantelo, wobei dazu teils widersprüchliche Informationen überliefert wurden. Teils wird von einem Urlaub berichtet, teils wurde angenommen, dass er zum Verkauf seiner Erfindung verreiste. Das Maschinengewehr hatte er auf seine Reise mitgenommen. Zum Bankkonto von Cantelo heißt es, dass größere Summen bewegt wurden. Die Familie versuchte später erfolglos Cantelo zu finden. Ein Privatdetektiv konnte lediglich feststellen, dass er sich in Amerika aufgehalten hat. Bei den Versuchen Cantelo zu finden, sahen seine beiden Söhne ein Foto des in Amerika geborenen Erfinders Hiram Maxim (1840–1916), dem Entwickler des Maxim-Maschinengewehres. Eine Ähnlichkeit von Maxim mit ihrem Vater ließ sie annehmen, dass er unter einem neuen Namen wieder aufgetaucht war.

## Cantelo-Maschinengewehr
Nach dem Amerikanischen Bürgerkrieg, dem Deutsch-Französischen Krieg und etlichen anderen bewaffneten Konflikten im 19. Jahrhundert war das Interesse des Militärs an Maschinengewehren gewachsen. Stand der Technik waren in den 1870er-Jahren Salvengeschütze und mehrläufige Mitrailleusen, wie die Gatling Gun, die De Reffye Mitrailleuse und ähnliche wie Montigny, Gorlow, Nordenfelt und Gardner-Waffen. Bei diesen erfolgte die Abgabe von Feuerstößen per Handantrieb, was die Bedienungsmannschaften durch feindliches Feuer gefährdete. Zusätzlich gab es  konstruktionsbedingte Probleme, hohes Gewicht, Unzuverlässigkeit und beschränkte Kadenz.

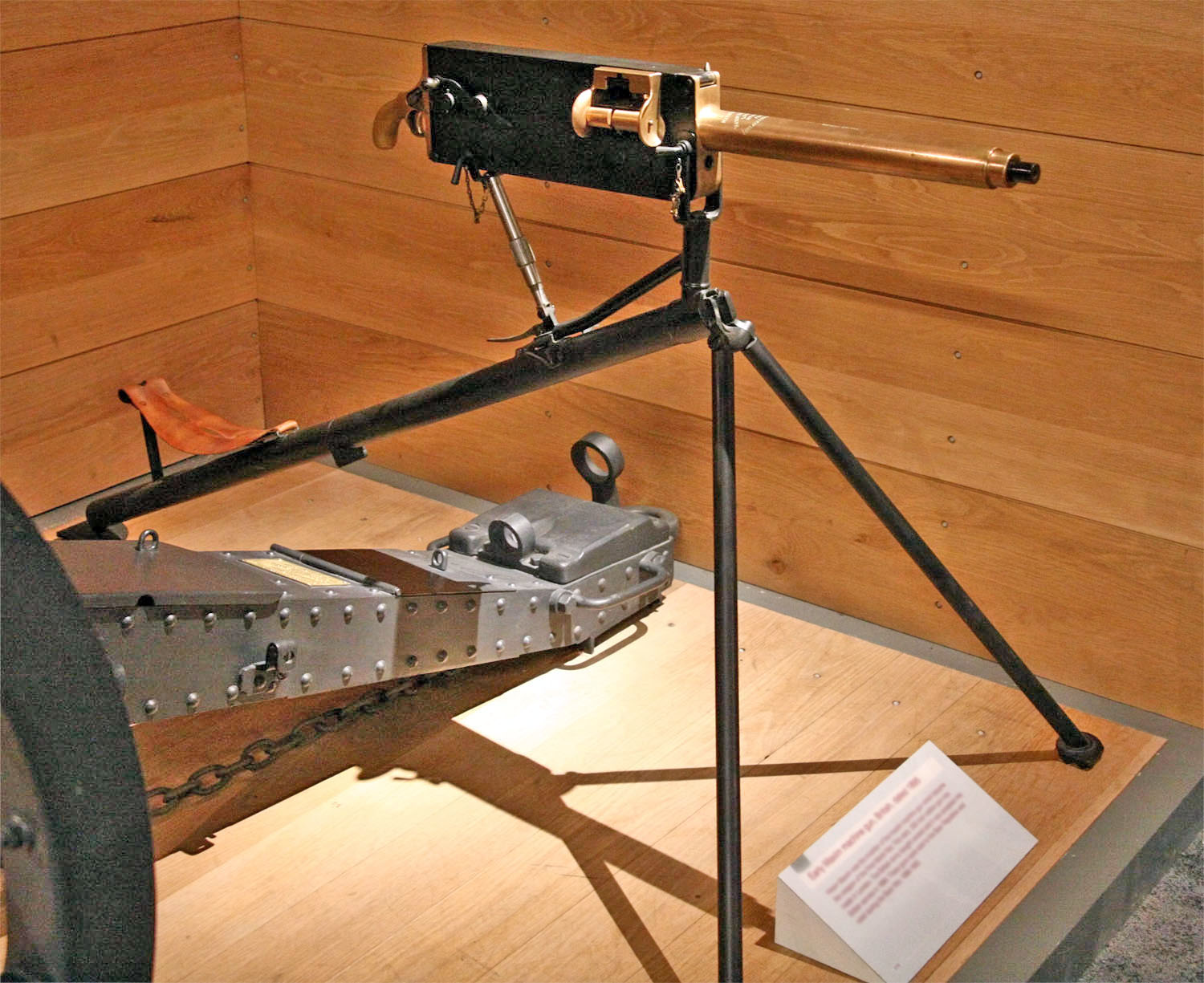
Frühes Modell des Maschinengewehrs von Hiram Maxim.

Auf diesem Hintergrund waren Entwicklungen zu verbesserten Maschinengewehren entstanden, die bei Annahme durch das Militär und Regierungsaufträge gute Geschäfte in Aussicht stellten. Cantelo erkannte dies, wollte daran partizipieren und entwickelte sein Maschinengewehr, das als Rückstoßlader konzipiert war. Die Entwicklung von Hiram Maxim war ihm bekannt und er nannte seine Entwicklung des Öfteren „my Maxim“. Letztendlich entschied sich die britische Regierung 1889, die Entwicklung des Amerikaners Maxim für ihr Militär zu beschaffen. Zur Entwicklung von Cantelo ist bekannt, dass es funktionierende Maschinengewehre gab, die Cantelo auf seine Geschäftsreise mitnahm. Nach Überlieferung der Söhne von Cantelo hatte die Waffe große Ähnlichkeit mit den frühen Modellen von Maxim. Die Familie versuchte mit Maxim Kontakt aufzunehmen, was dieser allerdings ablehnte. Zur Erfindung von Maxim ist bekannt, dass diese 1885 funktionierte und ab 1888 produziert werden konnte. Frühe Patente zu Maschinengewehren wurden von Maxim 1885 angemeldet.
Die Rezeption zu William Cantelo und seiner Erfindung richtet sich bis in das 21. Jahrhundert hauptsächlich auf das mysteriöse Verschwinden des Erfinders und seines Maschinengewehrs. Ein Modell des Cantelo-Maschinengewehrs ist nicht wieder aufgetaucht und es sind bisher keine Patentanmeldungen von Cantelo zu dieser Erfindung bekannt. Nach jüngeren Forschungen im mexikanischen Staatsarchiv hat William Cantelo sein Maschinengewehr der mexikanischen Regierung angeboten und dazu ausführliche Dokumente eingereicht.
Die British Broadcasting Corporation (BBC) produzierte 2013 eine Radiosendung mit dem Titel: The mystery of the vanishing gun inventor. Der Beitrag wurde von Steve Punt recherchiert und präsentiert. Hiram Maxim hatte gemäß dem Bericht vermutet, dass Cantelo in Amerika fälschlicherweise im Namen von Maxim aufgetreten sei. In der Sendung wurden Details zur Geschichte von William Cantelo mit seiner Erfindung dargestellt und auch zum Verschwinden mit der Suche der Familie berichtet. Die Sendung fand international Beachtung.